# Hylomys parvus
Hylomys parvus är en däggdjursart som beskrevs av Robinson och Cecil Boden Kloss 1916. Hylomys parvus ingår i släktet Hylomys och familjen igelkottdjur. IUCN kategoriserar arten globalt som sårbar. Inga underarter finns listade i Catalogue of Life.
Djuret blir 104 till 114 mm lång (huvud och bål) och har en 23 till 25 mm lång svans. Bakfötterna är 23,0 till 23,5 mm långa och öronen är 17 till 19 mm stora.
Arten förekommer på Sumatra. Den vistas där i bergstrakter mellan 2000 och 3000 meter över havet. Habitatet utgörs av tropiska bergsskogar.